# Wanderlust (Sophie Ellis-Bextor)
Wanderlust (stilizzato in copertina come ШАNDԐЯLUЅT) è il quinto album discografico in studio della cantante inglese Sophie Ellis-Bextor, pubblicato nel gennaio 2014.

## Il disco
Il disco è stato prodotto da Ed Harcourt e registrato a Londra. Il primo singolo estratto, il brano Young Blood, è stato diffuso per il download gratuito dalla cantante nel marzo 2013 e poi è stato ripubblicato su iTunes nel novembre seguente come singolo ufficiale. Di questa canzone è stato realizzato anche un video diretto da Sophie Muller.
Nel marzo 2014 Runaway Daydreamer è stato pubblicato come secondo singolo e anche di questa canzone è stato prodotto un videoclip diretto da Sophie Muller. Il terzo singolo è Love Is a Camera e per questo brano è stato realizzato un video girato a Firenze.

## Tracce
Testi e musiche di Sophie Ellis-Bextor e Ed Harcourt.
1. Birth of an Empire – 3:48
2. Until the Stars Collide – 3:39
3. Runaway Daydreamer – 4:00
4. The Deer & the Wolf – 3:54
5. Young Blood – 4:28
6. -Interlude- – 2:23
7. 13 Little Dolls – 3:32
8. Wrong Side of the Sun – 3:50
9. Love Is a Camera – 4:13
10. Cry to the Beat of the Band – 3:38
11. When the Storm Has Blown Over – 3:31

## Classifiche
| Classifica (2014) | Posizione massima |
| ----------------- | ----------------- |
| Regno Unito       | 4                 |
| Russia            | 2                 |
| Scozia            | 9                 |